# Drosophila flavisternum
Drosophila flavisternum är en tvåvingeart som beskrevs av Elmo Hardy 1965. Drosophila flavisternum ingår i släktet Drosophila och familjen daggflugor.
Artens utbredningsområde är Hawaii.